# 라이프 앤 스타일
라이프 앤 스타일(Life & Style)은 바우어 미디어 그룹이 2004년 창간한 미국의 연예인 잡지이다. 2018년 아메리칸 미디어 주식회사가 바우어 미디어 그룹의 미국 연예인 잡지를 인수했다.
비록 그것은 연예인에 초점을 맞추고 있지만, 그 잡지는 라이프 스타일 트렌드에 맞추어져 있고, 독자들이 연예인의 아름다움, 옷, 그리고 몸매 트렌드를 그들의 라이프 스타일에 포함시키도록 돕는 것에 자체적으로 초점을 맞추고 있다. 그러나 2014년 현재, 그 초점은 연예인 뉴스에 더 집중되어 있다.
독일어판은 2008년 5월부터 2012년 7월까지 바우어 미디어 그룹에 의해 출판되었다.